# Jack Dougherty
Jack Dougherty (Bowling Green, 16 de novembro de 1895 – Hollywood, 16 de maio de 1938) foi um ator de cinema estadunidense da era do cinema mudo. Atou em 48 filmes entre 1915 e 1938, em muitos deles creditado como Jack Daugherty.

## Biografia
Nascido Virgil Jack Daugherty em Bowling Green, atuou pela primeira vez em Big Brother Bill, da Thanhouser Film Corporation. Atuou em vários curta-metragens e seriados, entre eles The Fighting Ranger, em 1925, The Radio Detective em 1926 e The Scarlet Streak, em 1927, nos quais atuou no papel principal. Nos anos 1930, entrou em decadência, e em muitos filmes não era mais creditado; muitos atribuíram essa decadência ao uso de bebida alcoólica. Sua carreira tornou-se obscura e seu último crédito foi em Yodelin' Kid from Pine Ridge, em 1937, ao lado de Gene Autry. No filme No Time to Marry ainda teve um pequeno papel creditado.
O ator se suicidou em Hollywod Hills, em 16 de maio de 1938, um mês antes do lançamento de seus últimos dois filmes, One Wild Night, lançado em 10 de junho de 1938, e The Main Event, lançado em 22 de junho de 1938, e em ambos não foi creditado. O ator fechou-se em um carro com o motor ligado, suicidando-se com monóxido de carbono.
O ator está sepultado no Los Angeles National Cemetery.

## Vida pessoal
Casou com a atriz atriz Barbara La Marr em 1923. A união do casal foi repleta de bebida e drogas  e alguns anos após sua morte, foi revelado que ela tivera um filho em 1923, de um homem cujo nome nunca foi revelado. A criança, Marvin Carville La Marr, foi adotada após a sua morte pela atriz ZaSu Pitts e o marido dela, o filme executivo Tom Gallery, e foi renomeado Don Gallery. Barbara morreu de tuberculose em 30 de janeiro de 1926 e Jack casou então com a atriz Virginia Brown Faire, em 6 de fevereiro de 1927, divorciando-se em abril de 1928.

## Filmografia parcial
- Big Brother Bill (1915)
- The Haunted Valley (1923)
- The Iron Man (1924)
- The Fighting Ranger (1925)
- The Scarlet Streak (1925)
- The Radio Detective (1926)
- The Fire Fighters (1927)
- Special Delivery (1927)
- Lure of the Night Club (1927)
- The Trail of the Tiger (1927)
- The Vanishing West  (1928)
- Into No Man's Land (1928)
- Haunted Island (1928)
- Yodelin' Kid from Pine Ridge (1937)
- No Time to Marry (1938)
- One Wild Night (1938)
- The Main Event (1938)
- The Big Broadcast of 1938 (1938)